# 井口深雪
井口深雪（日语：／ Iguchi Miyuki，1973年11月19日—），日本女子冬季两项、越野滑雪运动员。她曾代表日本参加1998年、2002年和2006年冬季残疾人奥林匹克运动会，获得二枚金牌和一枚银牌。